# Bentley
Bentley Motors Limited je engleski proizvođač luksuznih automobila. Sjedište tvtke je u gradu Crewe. Osnovao ju je 1919. godine Walter Owen Bentley., koji je u Prvom svjetskom ratu proizvodio motore za zrakoplove. Od 1998. Bentley je u vlasništvu Volkswagen Grupe.

## Povijest

### Samostalni Bentley
W. O. Bentley je i prije Prvog svjetskog rata prodavao automobile sa svojim bratom, ali je oduvijek htio proizvoditi svoje modele. Zato je 1919. osnovao svoju tvrtku za proizvodnju automobila te počeo razvoj. Godinu posliije je završio i razvoj motora, a 1921. počela je dostava kupcima. No Bentley je neprestano bio u financijskim problemima pa se 1925. obratio za pomoć milijunašu Woolfu Barnatu, no ovaj mu nije samo pomogao nego mu je preuzeo cjelokupnu tvrtku. No 1929. došlo je do financijske krize, Bentley se prodavao jako slabo, pa je i sam Barnato upao u financijske probleme. Zato je 1931. bio primoran prodati Bentley.

### Era Rolls-Roycea (1933. – 1998.)
Rolls-Royce je Bentley kupio pod imenom British Central Eqiutable Trust, tako da ni sam Bentley nije znao tko je kupac dok posao već nije bio gotov. Bentley se sada zvao Bentley Motors Ltd., a W. O. Bentley je u njoj bio samo zaposlenik. Nezadovoljan svojim statusom, 1935. je prešao u Lagondu. Iste godine je zatvorena Bentleyeva tvornica u Cricklewoodu, a proizvodnja je preseljena u Rolls-Roycevu u Derbyu.
Nakon Drugog svjetskog rata proizvodnja Bentleya i Rolls-Roycea se preselila u bivšu tvornicu zrakoplovnih motora u Creweu. Svi Bentleyi su tada postali zapravo manje luksuzni Rolls-Roycevi s nižom cijenom, no to im nije povećalo prodaju. Tijekom sedamdesetih i osamdesetih godina nastupili su crni dani za Bentley te je jedno vrijeme samo 5% automobila koji su izlazili iz tvornice u Creweu bili Bentleyi.
Rolls-Royce je tada također bio u krizi, ali ga je u kolovozu 1980. kupio bogati engleski investitor. 
Osamdesetih godina Bentley je ponovno počeo proizvoditi automobile vlastitog dizajna, a prvi model je bio Mulsanne s mnogim izvedenicama sljedećih godina. To je uvelike pomoglo Bentleyu te je 1991. broj proizvedenih automobila bio jednak onom Rolls-Roycea.

### Era Volkswagena
1998. je Rolls-Royce prodao Bentley Volkswagen Grupi za 430 milijuna funti, nakon natjecanja s BMW-om. No pošto je BMW kupio Rolls-Royce, do 2002. su se BMW-ovi motori ugrađivali i u Bentley i u Rolls-Royce.
2003. je prestala proizvodnja modela Azure, a predstavljen je potpuno novi model, Continental GT. Taj model je odmah bio uspjeh, a na automobil se od narudžbe do dostave kupcu čekalo više od godinu dana. 2004. je počela proizvodnja četverovratne izvedbe, nazvana Continental Flying Spur, no ne u Creweu, nego u Volkswagenovoj tvornici u  njemačkom Dresdenu. 2006. je krenula i proizvodnja otvorene izvedbe, Continentala GTC te novog Azurea, a proizvodnja Flying Spura se preselila u Crewe. Godinu kasnije se pojavio i model Brooklands, coupe modela Azure, a Continetal GT je dobio jači motor od 620 KS i dodatni naziv Speed u imenu. U proizvodnji je i dalje Arnage, ali njegova prizvodnja prestaje 2009.
2005. Bentley je prodao 8.627 primjeraka, a 2007. 10.014, što je prvi put u povijesti marke da je u jednoj godini prodano više od deset tisuća primjeraka.
Za 2009. godinu se očekuje jači motor u GTC-u i Flying Spuru, isti kao u GT-u, te potpuno novi Arnage nakon više od deset godina proizvodnje aktualnog modela.

## Aktualni modeli
- Bentley Arnage
- Bentley Azure
- Bentley Brooklands
- Bentley Continental Flying Spur
- Bentley Continental GT
- Bentley Continental GTC
- Bentley Mulsanne

## Vanjska poveznica
- Bentley Motors